# Championnat de Nouvelle-Zélande de football 1997-1998
Navigation
Saison précédente Saison suivante
La saison 1997-1998 du Championnat de Nouvelle-Zélande de football est la 29e édition du championnat de première division en Nouvelle-Zélande. La National Summer Soccer League  est organisée en deux phases. Lors de la première, onze équipes (sélectionnées par invitation) se retrouvent au sein d'une poule unique où les formations se rencontrent deux fois, à domicile et à l'extérieur. Les trois premiers disputent ensuite la phase finale, qui se joue en tournoi à élimination directe jusqu'à la finale nationale. Il n'y a ni promotion, ni relégation en fin de saison.
C'est le club de Napier City Rovers qui remporte le championnat après avoir battu en finale Central United FC. C'est le 3e titre de champion de Nouvelle-Zélande de l'histoire du club. Le triple tenant du titre, Waitakere City FC, ne termine qu'à la cinquième place, à seize points de Napier, qui a terminé en tête à l'issue de la première phase.

## Les clubs participants
| - North Shore United AFC - Waitakere City FC - Mount Wellington AFC - Miramar Rangers - Canterbury Woolston - Lower Hutt City AFC | - Team Otago AFC - Melville United AFC - Napier City Rovers AFC - Nelson Suburbs AFC - Central United FC |

## Compétition

### Première phase
Le barème utilisé pour établir le classement est le suivant :
- Victoire : 3 points
- Match nul : 1 point
- Défaite : 0 point

| Rang | Équipe                 | Pts | J  | G  | N | P  | Bp | Bc | Diff |
| ---- | ---------------------- | --- | -- | -- | - | -- | -- | -- | ---- |
| 1    | Napier City Rovers AFC | 46  | 20 | 14 | 4 | 2  | 66 | 34 | +32  |
| 2    | Central United FC      | 41  | 20 | 13 | 2 | 5  | 61 | 34 | +27  |
| 3    | North Shore United AFC | 35  | 20 | 11 | 2 | 7  | 50 | 43 | +7   |
| 4    | Miramar Rangers        | 33  | 20 | 9  | 6 | 5  | 41 | 34 | +7   |
| 5    | Waitakere City FC (T)  | 30  | 20 | 8  | 6 | 6  | 48 | 45 | +3   |
| 6    | Nelson Suburbs         | 25  | 20 | 7  | 4 | 9  | 42 | 46 | -4   |
| 7    | Melville United AFC    | 20  | 20 | 6  | 2 | 12 | 46 | 56 | -10  |
| 8    | Mount Wellington AFC   | 20  | 20 | 5  | 5 | 10 | 27 | 39 | -12  |
| 9    | Team Otago             | 19  | 20 | 5  | 4 | 11 | 43 | 54 | -11  |
| 10   | Canterbury Woolston    | 19  | 20 | 4  | 7 | 9  | 37 | 55 | -18  |
| 11   | Lower Hutt City        | 19  | 20 | 5  | 4 | 11 | 31 | 52 | -21  |

|  | Qualification pour la phase finale |
|  | (T) : Tenant du titre              |

### Phase finale
|  | Demi-finales           | Demi-finales      |                        |   | Finale | Finale |
|  |                        |                   |                        |   |        |        |
|  |                        |                   |                        |   |        |        |
|  |                        |                   |                        |   |        |        |
|  | Napier City Rovers AFC | -                 |                        |   |        |        |
|  | Napier City Rovers AFC | -                 |                        |   |        |        |
|  | exempt                 | -                 |                        |   |        |        |
|  | exempt                 | -                 | Napier City Rovers AFC | 5 |        |        |
|  |                        |                   | Napier City Rovers AFC | 5 |        |        |
|  |                        | Central United FC | 2                      |   |        |        |
|  | Central United FC      | Central United FC | 2                      | 4 |        |        |
|  | Central United FC      |                   |                        | 4 |        |        |
|  | North Shore United AFC | 0                 |                        |   |        |        |
|  | North Shore United AFC | 0                 |                        |   |        |        |

## Bilan de la saison
| Championnat de Nouvelle-Zélande de football 1997-1998                        |                                   |
| Champion                                                                     | Napier City Rovers AFC (5e titre) |
| Coupes et trophées                                                           |                                   |
| Vainqueur de la Coupe de Nouvelle-Zélande 1997-1998                          | Central United FC                 |
| Promotions et relégations                                                    |                                   |
| Promus en Championnat de Nouvelle-Zélande de football                        | Aucun                             |
| Relégués en Championnat de Nouvelle-Zélande de football de deuxième division | Aucun                             |